# Nuevo Santiago (Panama)
Nuevo Santiago ist ein Corregimiento des Bezirks Santiago in der Provinz Veraguas in Panama. Bei der Volkszählung im Jahr 2023 hatte es 10.677 Einwohner. Das Corregimiento erstreckt sich über eine Fläche von 23,5 km².
Das Corregimiento wurde durch Gesetz Nr. 68 vom 30. Oktober 2017 geschaffen.

## Orte
Im Corregimiento Nuevo Santiago befinden sich folgende Orte:
- Bethel o Los Pericos
- Cañacillas Vía Aeropuerto
- Guayaquil
- Los Rujanos
- Punta Delgadita
- San Antonio
- Santiago